# 熊出没·重返地球
《熊出没·重返地球》是一部2022年中国科幻喜剧動畫電影，《熊出没》系列電影的第八部作品，以及十週年紀念之作。電影由林汇达執導；劇情講述一块外星原核的坠落降落於狗熊岭，外星人阿布在此展開將其搶奪的計劃，一心想成為英雄的熊二甚至众叛亲离，令整個地球都陷入了危機。本片定檔2022年2月1日（大年初一）中國院線上映。

## 配音員
- 张秉君聲演熊二
- 张伟聲演熊大
- 谭笑聲演光头强
- 李婉瑶聲演阿布
- 程子洋聲演牛大亨
- 刘思奇聲演牛夫人

## 發行
《熊出没·重返地球》定檔2022年2月1日（大年初一）中國院線上映。1月15日、16日起官方舉辦點映活動，讓百名粉絲得以先行觀看電影。

## 反響

### 票房
電影中國上映首日票房達1億人民幣，創下中国影史春节档动画电影单日票房冠军的紀錄。

## 外部連結
- 豆瓣电影上《熊出没·重返地球》的資料 （简体中文）